# Arrondissement de Kael
Pour les articles homonymes, voir Kael.
L'arrondissement de Kael est l'un des arrondissements du Sénégal. Il est situé au sud du département de Mbacké, dans la région de Diourbel.
Il compte huit communautés rurales :
- Communauté rurale de Darou Salam Typ
- Communauté rurale de Taïba Thiékène[2]
- Communauté rurale de Ndioumane
- Communauté rurale de Darou Nahim[2]
- Communauté rurale de Kael
- Communauté rurale de Madina
- Communauté rurale de Touba Mboul
- Communauté rurale de Dendeye Gouy Gui

Son chef-lieu est Kael.